# Klub zvídavých dětí
Klub zvídavých dětí byl populární rozhlasový pořad, který v letech 1935 až 1943 vysílala česká rozhlasová stanice Radiojournal, posléze jeho protektorátní nástupce – Český Rozhlas. Ve své době byl Klub zvídavých dětí jedním z nejznámějších českých populárně vzdělávacích rozhlasových pořadů pro mládež. Dnes je vzpomínán především v souvislosti se spisovatelem Jaroslavem Foglarem, který do tohoto rozhlasového pásma v období okupace připravil samostatnou sérii vzdělávacích pořadů.

## Vznik a účel pořadu KZD
Klub správných dětí vznikl v listopadu roku 1935 v rámci odpoledního mimoškolního vysílání tzv. Besídek pro mládež. Autorem koncepce celého pořadu byl rozhlasový redaktor Bedřich Pěkný, jeden ze zakladatelů tuzemského rozhlasového vysílání pro školy, děti a mládež. Záměr vysílat samostatné pořady pro děti vyplynul z povahy tehdejšího rozhlasového vysílání, které si kladlo za cíl především seriózně informovat a vzdělávat. Na tomto základě začalo být už od konce dvacátých let organizováno rozhlasové vysílání pro školy, tehdy označované jako Školský rozhlas. Od roku 1934 tuzemská rozhlasová společnost s podporou státu vydávala i pravidelný měsíčník Školský rozhlas, později přejmenovaný na Rozhlásek, respektive Rozhlas mladých, který byl tištěným doplňkem zvukového vysílání.
Rozhlasové pořady pro děti a mládež, vysílané v podvečerním čase, měly být dalším krokem k podchycení zájmu mladých posluchačů o rozhlasovou tvorbu. Využívání moderních technik při vzdělávání mládeže souviselo také s rozvojem meziválečného školství, především reformou školství a tzv. pokusnými školami, které do tuzemského školství přinesly řadu inovačních a mnohdy nadčasových prvků. Jedním z nich byla mimoškolní organizace dětí do tzv. „klubů“, později označovaných jako „kroužky“. V návaznosti na to začali být i mladí rozhlasoví posluchači vybízeni k zakládání nejrůznějších „klubů“. Tím nejznámějším, jehož vznik iniciovali sami redaktoři Radiojournalu, byl právě Klub zvídavých dětí.
Charakter jednotlivých epizod, vysílaných v tomto pořadu jednou za týden (někdy však i s delší periodicitou), byl zčásti ovlivněn odlišnými přístupy jednotlivých autorů scénářů. Každá vysílaná epizoda KZD se proto mohla lišit od předešlé. Jednou mohlo jít o reportáž prezentovanou například ve formě rozhovoru redaktora s jediným respondentem, jindy dospělý redaktor předával výklad skupině dětí.

## Klub zvídavých dětí a Jaroslav Foglar
V té době již velice uznávaný spisovatel Jaroslav Foglar dostal nabídku k pravidelné spolupráci bezprostředně poté, kdy bylo na jaře roku 1941 zastaveno vydávání jeho kmenového časopisu Mladý hlasatel a tím přestaly vycházet i Rychlé šípy. Foglar byl nucen řešit tíživou otázku, co s téměř 25.000 čtenářskými kluby, které v Mladém hlasateli řídil prostřednictvím pravidelné rubriky a nyní zůstaly bez vedení. Řešení viděl v možnosti spolupráce s rozhlasem, kde dostal nabídku připravovat scénáře pro Klub zvídavých dětí a v časopise Rozhlas mladých založit a řídit klubovou stránku.
První podklady připravil Foglar během léta 1941 a publikovány byly v září téhož roku. Původní spisovatelovy záměry vzaly ovšem za své s příchodem Reinharda Heydricha do Prahy, k němuž došlo právě na podzim 1941. Zostřený policejní a represivní režim se rychle promítl i do situace v Českém Rozhlasu. Převážná většina Foglarem připravených podkladů tak postrádá původně zamýšlený rámec oboustranné komunikace mezi čtenáři/posluchači a redaktorem. Zůstává na úrovni obecně vzdělávacího pořadu.
V rámci spolupráce s rozhlasem Foglar sestavil několik klubových stránek pro Rozhlas mladých. Především ale napsal 15 rozhlasových scénářů, které tvoří uzavřený a konzistentní příběh šesti dětí, čtyř chlapců a dvou děvčat:
- Vláďa (vedoucí klubu)
- Tonda Vít, Vilda Svatoš, Alena Pavlíková, Ivan, Martina (členové)[8]

Základem je v rozhlasovém prostředí samozřejmě dialog. Foglar ovšem svůj klub brzy dostává a ulici a komentuje prostřednictvím svých dětí každodenní události a starosti mládeže. Upozorňuje na nebezpečí při koupání nebo při bruslení. Na podzim připomíná, jak připravit kolo na zimní uskladnění. Na jaře následuje výklad o správném namazání kolo pro novou sezónu, přidává také rady jak si založit zahrádku. V létě se jede ven na vesnici, kde dialog mezi šesticí dětí pokračuje. Častým námětem dialogů je také popularizace technického pokroku, aktuální společenská témata a různé jiné úvahy. Všemi patnácti epizodami se táhne Foglarova touha vychovávat děti, dávat jim různá doporučení; vede je k psaní rozhlasového zápisníku, zakládá s nimi herbář a podobně.
Poslední Foglarův scénář pro Zvídavé děti vysílal rozhlas v červnu roku 1943. Následně děti „odjely na venkov“. Na podzim 1943 už pořad nebyl obnoven. Souviset to mohlo i s aktivizací nově založeného Kuratoria ro výchovu mládeže v Čechách a na Moravě, jehož vznik zásadním způsobem měnil veškeré dosavadní činnosti zaměřené na volnočasové aktivity děti a mládež.

## Pozdější osudy Foglarových scénářů pro KZD

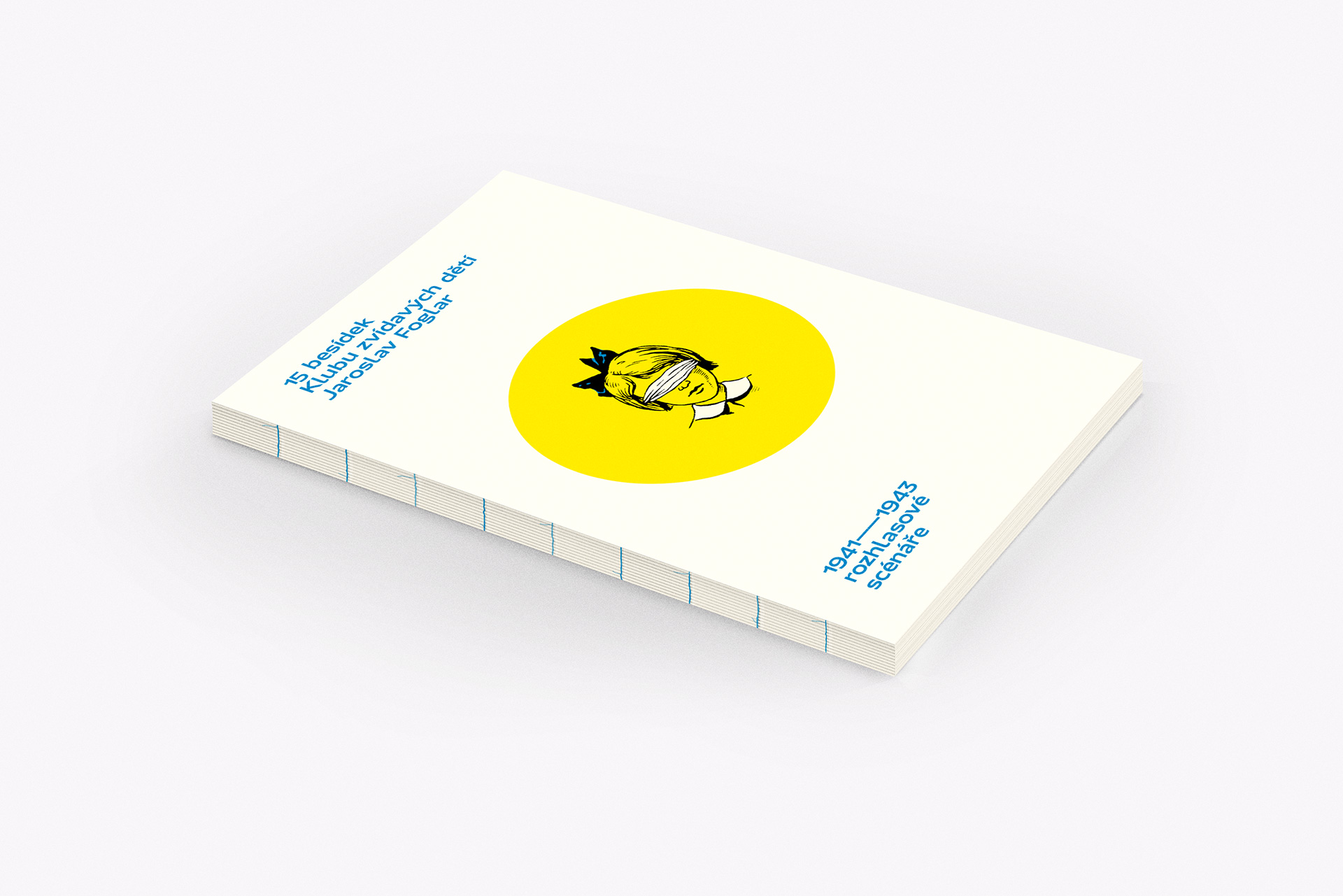
15 besídek Klubu zvídavých dětí

Patnáct scénářů, které pro Klub zvídavých dětí napsal spisovatel Jaroslav Foglar tvoří uzavřený celek šestice dětí. Celý text tvoří přibližně 145 normostran, což ho řadí mezi objemnější Foglarova díla, rozsahem srovnatelná s jeho nejslavnějšími texty. Dlouho však Foglarovy scénáře pro Klub zvídavých dětí nebyly vydány tiskem a s původními strojopisy měla možnost seznámit se jen malá skupina badatelů.
 Na jaře roku 2018 se tento nedostatek pokusila odstranit výpravná publikace Klub zvídavých dětí • Jaroslav Foglar a Protektorát, která čtenáře v několika ukázkách seznamuje s těmi nejzajímavějšími pasážemi původního Foglarova textu. Navíc je zasazuje do dobových souvislostí a doplňuje přehledným výkladem. Některé další ukázky byly publikovány v třetím vydání knihy Mýtus zvaný Stínadla. Konečně pak na sklonku roku 2021 vydala kompletní scénáře Skautská nadace Jaroslava Foglara vlastním nákladem jako 15 besídek Klubu zvídavých dětí.